# Yahya ben al-Qásim
Yahya (III) ibn al-Qásim (en árabe: يحيى الثالث بن القاسم‎) fue un emir de la dinastía idrisí del Magrib. Era hijo de al-Qásim ibn Idrís II y le sucedió en el trono del territorio que aún controlaban del feudo de Tánger (la zona de Arcila) en fecha desconocida, durante la segunda mitad del siglo IX.
Cuando el sufrita Abd al-Razzak se sublevó al sur de Fez hacia el 880 y derrotó a su primo Alí II ibn Umar —que huyó de Fez (883)—, el barrio de Karawiyyin se negó a reconocer al sufrí (que sí fue reconocido en el barrio de Andalus) y los notables locales pidieron ayuda a Yahya ibn al-Qásim. Este acudió con algunas fuerzas, ocupó el barrio de Andalus, obligó al jefe rebelde a huir y se le aclamó entonces emir en toda la ciudad.
Durante unos años, tuvo que combatir a los rebeldes sufríes y eso le debilitó; entonces tuvo que hacer frente al levantamiento de un sobrino de Alí II ibn Úmar, llamado Yahya ben Idrís ben Umar, siendo derrotado y muerto por un general de Yahya llamado Rabi ibn Sulaymán en 904. y su señor se proclamó emir.